# Pavao Mardešić
Pavao Mardešić (* 27. Januar 1960 in Zagreb) ist ein kroatischer Mathematiker.

## Leben
Mardešić besuchte das MIOC (Matematičko informatički obrazovni centar, Mathematisches Gymnasium, XV. Gymnasium in Zagreb). Nach der Schule studierte er Mathematik an der Universität Zagreb. 1982 schloss er sein Studium ab, 1986 machte er seinen Magister. 1988 begann er ein Promotionsstudium an der Universität von Burgund in Dijon. Mardešić promovierte 1992 dort mit einer Arbeit zum Thema Deploiement versel du cusp d\'ordre n  bei Robert Roussarie. 1993 begann Mardešić an der Universität Dijon zu arbeiten. Er ist dort wissenschaftlicher Mitarbeiter und Maître de conférences-HDR am Institut de Mathématiques de Bourgogne (IMB).

## Forschungsinteressen, Engagement
Mardešić forscht auf dem Gebiet der Geometrie, Algebra, Dynamik und Topologie. Er beschäftigt sich mit dynamischen Systemen. Er untersucht Polynom-Vektorfelder in der Ebene. Mardešić arbeitet zusammen mit Christiane Rousseau. 2014 nahm Mardešić als Gastprofessor am Seminar für Differentialgleichungen and nichtlineare Analysis des Instituts für Angewandte Mathematik (Zavod za primijenjenu matematiku, ZPM) der Universität Zagreb teil.

## Familie
Mardešić ist Sohn des Mathematikers Sibe Mardešić und der Mathematikerin Vera Mardešić, geborene Župarić. Er ist Enkel des Schiffbauers Pavao Mladen Nikola Mardešić.

## Veröffentlichungen (Auswahl)
- Nilpotence of orbits under monodromy and the length of Melnikov functions zusammen mit D. Novikov, Laura Ortiz-Bobadilla, Jessie Pontigo, 2021, Physica D Nonlinear Phenomena 427(4):133017, doi:10.1016/j.physd.2021.133017
- Analytic moduli for parabolic Dulac germs zusammen mit M Resman, 2021, Russian Mathematical Surveys 76(3), doi:10.1070/RM10001
- Bifurcations of Zeros in Translated Families of Functions and Applications zusammen mit David Marin, Jordi Villadelprat, 2020, Journal of Dynamical and Control Systems, doi:10.1007/s10883-020-09520-3
- Infinitesimal Center Problem on zero cycles and the composition conjecture zusammen mit A. Álvarez, José Luis Bravo Trinidad, C. Christopher, 2020
- Infinite Orbit depth and length of Melnikov functions zusammen mit D. Novikov, Laura Ortiz-Bobadilla, Jessie Pontigo,  2019, Annales de l Institut Henri Poincare (C) Non Linear Analysis 36(7), doi:10.1016/j.anihpc.2019.07.003
- Classical and quantum rotation numbers of asymmetric-top molecules zusammen mit Khalid Hamraoui, léo van damme, Dominique Sugny, 2018, doi:10.1103/PhysRevA.97.032118
- Normal forms and embeddings for power-log transseries zusammen mit M. Resman, Jean-Philippe Rolin, Vesna Županović, 2016, Advances in Mathematics 303:888–953, doi:10.1016/j.aim.2016.08.030
- Léo Van Damme, Pavao Mardesic, Dominique Sugny: The tennis racket effect in a three-dimensional rigid body. 28. Juni 2016, abgerufen am 25. September 2016.
- Abelian Integrals: From the Tangential 16th Hilbert Problem to the Spherical Pendulum zusammen mit Dominique Sugny, léo van damme, 2016, doi:10.1007/978-3-319-31323-8_15 in Mathematical Sciences with Multidisciplinary Applications (S. 327–346)
- Index of Singularities of Real Vector Fields on Singular Hypersurfaces, 2013, Journal of Singularities, doi:10.5427/jsing.2014.9j
- Multiplicity of fixed points and growth of eta-neighbourhoods of orbits, Dynamical Systems and Applications. Workshop, 2013, Maribor, ISBN 9789612811211
- Unfolding of the hamiltonian triangle vector field zusammen mit M. Saavedra, Marco Uribe, M. Wallace, 2011, Journal of Dynamical and Control Systems 17(2):291–310, doi:10.1007/s10883-011-9120-5
- An explicit bound for the multiplicity of zeros of generic Abelian integrals, 1999, Nonlinearity 4(3):845, doi:10.1088/0951-7715/4/3/011
- Chebyshev systems and the versal unfolding of the cusps of order n, HERMANN, 1998, ISBN 978-2705663599
- The number of limit cycles of polynomial deformations of a Hamiltonian vector field, 1990, Ergodic Theory and Dynamical Systems 10(03):523–529, doi:10.1017/S0143385700005721